# Alberto Echagüe
Alberto Echagüe (nacido como Juan de Dios Osvaldo Rodríguez Bonfanti, Rosario, 8 de marzo de 1909-Buenos Aires, 22 de febrero de 1987) fue un cantor y autor conocido principalmente como cantante en las orquestas de Juan D’Arienzo y de Ángel D'Agostino.

## Actividad profesional
Era muy joven cuando ya cantaba en su ciudad natal y a comienzos de la década de 1930 se radicó en Buenos Aires y debutó en Radio Stentor con su nombre artístico Alberto Echagüe. En 1932 ingresó como cantor en la orquesta de Ángel D'Agostino y actuó en el cabaré Casanova y en el Teatro París. Juan D'Arienzo lo invitó a escucharlo con su orquesta en Radio El Mundo y cuando la orquesta ejecuta el tango Madre, Echagüe le ofrece con una seña a D'Arienzo cantar el estribillo. El director le hace una seña afirmativa, Echagüe lo canta y al finalizar la audición es contratado por D'Arienzo.
Juntos actúan en el cabaré Chantecler, en Radio El Mundo y en bailes y clubes con un gran suceso y en dos años (1938 y 1939) graban 27 temas, comenzando por Indiferencia y terminando con Trago amargo.
Echagüe dejó la orquesta de D’Arienzo para formar rubro con el pianista Juan Polito y trabajaron en la tradicional confitería Richmond y en bailes y actuaciones en clubes y teatros de barrio. En 1944 volvió con D’Arienzo y permaneció con él hasta 1957, en la etapa más prolongada y exitosa de esta colaboración. La orquesta tenía un ritmo veloz y Echagüe también; el repertorio buscaba el éxito comercial antes que el logro artístico, de modo que la calidad era despareja, pero en algunos temas ambos son obtenidos, como por ejemplo en Este carnaval, de Luis y Miguel Caruso, Paciencia, de D'Arienzo y Francisco Gorrindo y Esta noche me emborracho, de Enrique Santos Discépolo.
En 1957 Echagüe dejó nuevamente la orquesta, esta vez junto a Armando Laborde, el otro cantor, complementándose por el estilo y características vocales de cada uno, y formaron la propia orquesta con la dirección del bandoneonista Alberto Di Paulo, con la que grabaron para Odeon Soy varón y Nosotros, y, para Philips, la milonga La refinada y Carloncho.
En 1960 se incorporó a la orquesta de Juan Sánchez Gorio, actuó en Radio El Mundo y grabó dos temas.
En 1968 viajó a Japón como parte de la orquesta de D'Arienzo, que obtiene en ese país un extraordinario éxito. Por ese entonces grabó el 11 de diciembre de 1974 el tango Mala suerte, de Francisco Lomuto y Francisco Gorrindo, y el 31 de enero de 1975, Vamos Topo todavía, dedicado al jockey uruguayo Vilmar Sanguinetti.
Echagüe escribió los tangos Gladiolo, Tus cartas como tardan y La tango, todos con música de Carlos Lazzari; Alias Orquidea, musicalizado por Alfredo Gago y Porque tú me lo pides, con música de Enrique Alessio.
Falleció en Buenos Aires el 22 de febrero de 1987.

## Valoración
Dice García Blaya que:

“Echagüe no fue técnicamente un gran cantor y más si lo comparamos con la excelencia vocal que abundaba en la década del cuarenta. Pero reconozcamos que cuando se lo permitía el vértigo de Juan D'Arienzo, afloraba una voz sensible, por momentos dramática, que sabía contar eficazmente el relato de la letra….Fue el cantor más importante de la orquesta, el más taquillero, pero además, un caballero, un hombre de bien al que nunca la fama lo mareó y que, pese a los avatares de su carrera artística, supo formar una familia y ganarse el cariño de todos los que lo conocieron.”